# Forsvarets Mediecenter
Forsvarets Mediecenter (FMC) var en enhed under Forsvaret, der stod for medieproduktion og bl.a. drev web-tv-kanalen Forsvarskanalen. 
Centret leverede desuden billeder til landsdækkende tv-kanaler, udgav personalebladet Forsvaret og udførte kommunikationsopgaver for Forsvarsministeriets myndigheder, ligesom det stod for medietræning af det militære personale. Formålet med centret er var udbrede kendskabet til Forsvaret.
Forsvarets Mediecenter beskæftigede ved sin lukning 31 ansatte og FCM's direktør Teddy Gerberg og daværende redaktør var Vickie Lind. Centret blev lukket 31. januar 2012.